# Drets del col·lectiu LGBT a l'Iran
Aquest és un articles sobre els drets LGBT a l'Iran. Les persones lesbianes, gais, bisexuals i transsexuals a l'Iran han d'afrontar reptes legals i socials que no experimenten els residents no LGBT. Tant l'activitat sexual masculina com femenina entre persones del mateix sexe és il·legal a l'Iran. Els homes que tenen relacions sexuals amb homes s'enfronten a la pena de mort, mentre que les dones que tenen relacions sexuals amb dones s'enfronten a la presó. La transexualitat i la cirurgia de reassignació sexual hi són permeses, sent l'Iran un dels països on aquestes operacion són més freqüents. Alguns activistes homosexuals afirmen haver rebut pressió per a canviar de gènere.

## Lleis
Des de la revolució de 1979, el codi penal ha estat basat en la Xaria. Totes les activitats sexuals fora del matrimoni tradicional són il·legals. Les relacions consentides entre adults del mateix sexe són considerades criminals i poden ser penades amb la mort. Les violacions entre persones del mateix sexe solen ser penades amb la mort. L'edat mínima per la pena de mort són els 18 anys, però si es comet un assassinat, 15 anys.

### Homosexualitat masculina
D'acord amb els articles de 108 a 113, la sodomia pot ser considerada en algunes ocasions un crim. Si els participants són adults, en plenes facultats mentals i amb consentiment, el mètode d'execució és decisió del jutge. Si una persona no consent (és a dir, en una violació) el càstig només s'aplica al violador. Un menor que participi en sodomia consentida rep el càstig de 74 fuetades. Els Articles de 114 a 119 afirmen que la sodomia es confirma si la persona confessa 4 cops o si hi ha el testimoni de 4 homes justos. El testimoni de dones soles o acompanyades d'un home no prova la sodomia. D'acord als articles 125 i 126, si la sodomia o algun crim menor relacionat amb l'homosexualitat (per exemple, petons)es demostra per confessió i l'acusat mostra penediment, el jutge pot demanar el seu perdó. Si el crim menor és confessat abans que els testimonis es pronunciïn, el càstig pot arribar a ser anul·lat.

### Homosexualitat femenina
D'acord als articles 127, 129, i 130, el càstig pels actes homosexuals entre dues dones adultes, en plenes facultats mentals i amb consentiment, és de 50 fuetades. Si es reincideix tres cops i el càstig és aplicat, la quarta ocasió pot dur a la pena de mort. L'article 128 indica que per provar en judici els actes homosexuals femenins calen els mateixos requisits que per a la sodomia. L'article 130 insisteix que tant les dones musulmanes com les no-musulmanes estan igualment subjectes a la llei. D'acord als articles 132 i 133, les normes per anul·lar els càstigs de les ofenses menors són les mateixes que pels crims menors relacionats amb la sodomia. D'acord amb l'article 134, les dones que "romanen nues sota un llençol sense necessitat" i no són familiars poden rebre un càstig de 50 fuetades.

### Transsexualitat
L' Article 20 de la clàusula 14 indica que una persona que s'ha sotmès a cirurgia de reassignació sexual té el dret de canviar legalment de nom i de gènere al seu certificat de naixement si un jutge ho autoritza.
D'acord amb l'article 215 del codi civil, són elegibles per iniciar la seva transició amb el suport econòmic del govern aquelles persones per a les quals seria beneficiós operar-se. A efectes pràctics és necessari el vistiplau d'un metge que confirmi la dissonància entre el sexe físic i sentit de la persona interessada.

## Taula resum[calcitació]
| Activitat sexual legal amb el mateix sexe                     | (Pena: execució) |
| Mateixa edat de consentiment                                  | No               |
| Lleis antidiscriminació a la feina                            | No               |
| Lleis antidiscriminació en la prestació de béns i serveis     | No               |
| Matrimoni del mateix sexe                                     | No               |
| Lleis antidiscriminació en el discurs de l'odi i la violència | No               |
| Reconeixement de les parelles del mateix sexe                 | No               |
| Adopció de fillastres per parelles del mateix sexe            | No               |
| Adopció conjunta per parelles del mateix sexe                 | No               |
| Prestació de servei militar per gais i lesbianes              | No               |
| Dret legal a canviar de gènere                                | Sí               |
| Accés a la fecundació in vitro per lesbianes                  | No               |
| Subrogació comercial per a parelles d'homes homosexuals       | No               |
| Permís per donar sang als Homes que tenen sexe amb homes      | No               |